# Slanica
Slanica (ungarisch Szlanica) ist eine heute nicht mehr existierende Ortschaft in der Slowakei bei der Stadt Námestovo. Sie wurde 1564 erstmals als Zlavycha erwähnt. Die Bevölkerung lebte von Landwirtschaft, Viehzucht sowie der Kultivierung und Verarbeitung von Leinen.

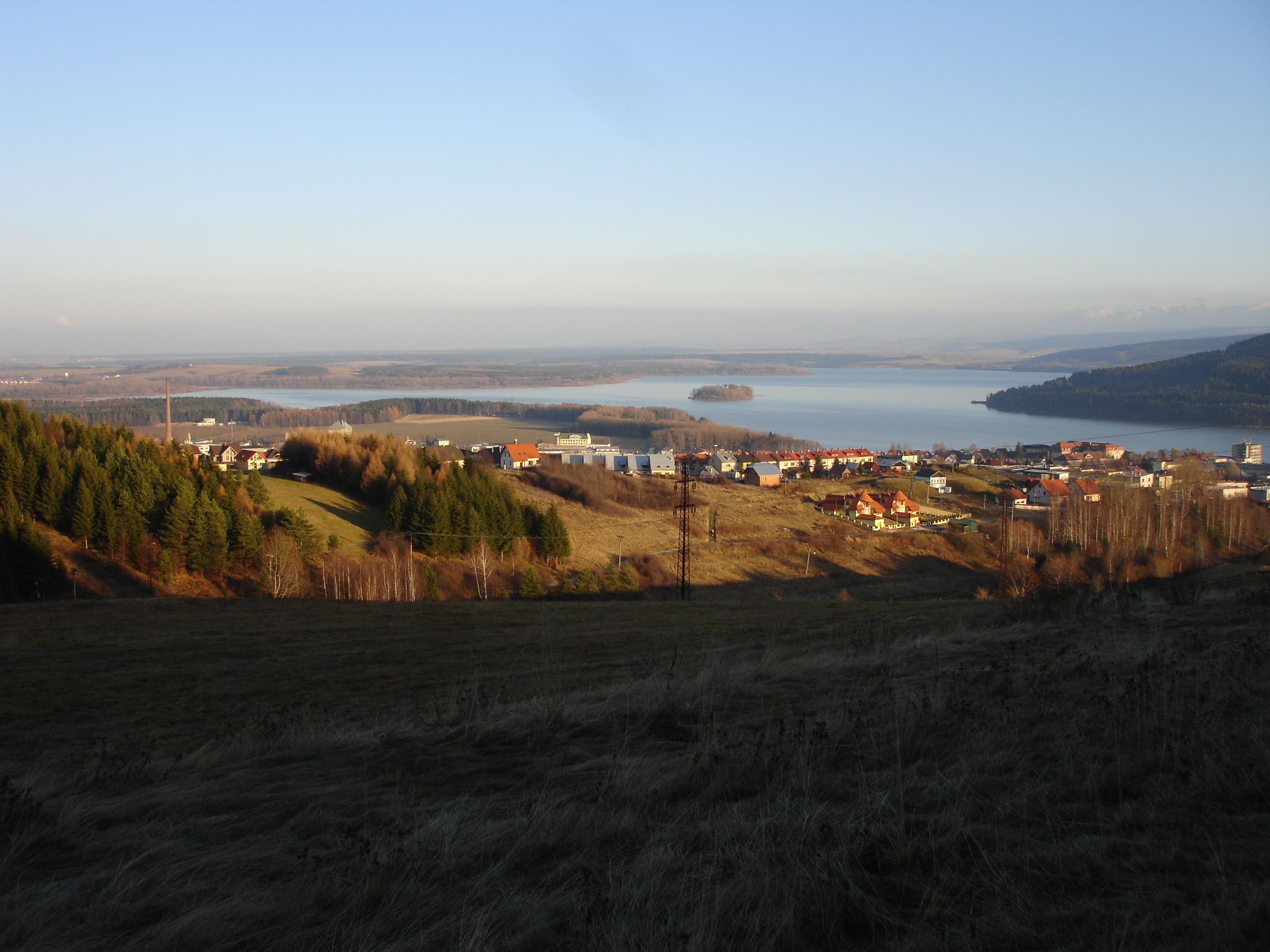
Blick auf den Arwa-Stausee; die Insel Slanický ostrov ist in der Mitte

Bis 1918 gehörte sie im Komitat Arwa zum Königreich Ungarn und kam danach zur neu entstandenen Tschechoslowakei. Nach dem Zerfall der Tschechoslowakei wurde sie 1939 ein Teil der Slowakei. 1940 waren 805 Einwohner gemeldet und die Gesamtfläche der Ortschaft betrug rund 12 km². 1941 wurde mit dem Bau des Arwa-Stausees begonnen. 1953 wurde die Ortschaft in die Stadt Námestovo eingemeindet und überflutet. Bei der Überflutung wurden die Ortschaften Ústie, Oravské Hámre, Osada, Lavkovo sowie zwei Drittel der Stadt Námestovo mit dem historischen Zentrum geflutet.
Heute ist nur noch eine Insel (Slanický ostrov), eigentlich ein Hügel, in der Mitte des Stausees erhalten geblieben. Hierauf befindet sich eine klassizistische, ursprünglich barocke Kirche aus dem Jahr 1766, die Ausstellung der Orava-Galerie (Oravská galéria) sowie ein Anton-Bernolák-Denkmal.

## Söhne und Töchter der Stadt
- Anton Bernolák (1762–1813), slowakischer Priester und Linguist, Kodifikator des ersten slowakischen Sprachstandards.
- Ervin Szabó (1877–1918), auch Schlesinger, ungarischer Soziologe